# Gianfrancesco Nardi
Pour les articles homonymes, voir Nardi.
Gianfrancesco Nardi (Teramo, 1833 - 1903) est un photographe et peintre italien du XIXe siècle.

## Biographie
Premier photographe professionnel des Abruzzes, Gianfrancesco Nardi est le fils du poète Antonio Nardi et petit-fils de l'homonyme Gianfrancesco qui était un agronome et un des membres fondateurs de la Società economica di Abruzzo Ultra Primo.
Le jeune Gianfrancesco commence sa formation au collège royal de Teramo. Au début des années 1850, il  s'installe à Naples pour étudier à l'académie des beaux-arts et c'est là, sans doute, qu'il s'initie à l'art photographique. Il retourne à Teramo vers 1860, il devient officier de la garde nationale et participe à la lutte contre le brigandage. C'est à cette période qu'il réalise de nombreux portraits de militaires.
En octobre 1861 il épouse Filomena Rozzi qui appartient à une des plus anciennes et des plus riches familles de la province de Teramo. Les ressources économiques de sa femme lui permettent de pratiquer la photographie sans avoir le souci de gagner sa vie.
Au début des années 1960, il commence une vaste campagne de documentation de la ville de Teramo et d'autres zones du territoire aprutino. Ce sont les plus anciennes photographies  connues qui représente le Gran Sasso. En 1867, il participe à l'exposition universelle de Paris où il présente une série de portraits photographiques transformés en aquarelles. Son nom est lié surtout à la publication de l'album Ricordi di Teramo, considéré comme le premier guide photographique de la ville réalisé en collaboration avec d'autres photographes. Il est publié, en 1881, après une étude détaillée et des travaux de recherche qui durent plus de deux ans.
En 1884, il est à Turin pour l'exposition nationale, et à cette occasion, il fait un véritable reportage à l'intérieur des pavillons de l'exposition. Cinquante des stéréoscopes réalisés pour l'occasion sont conservés à la bibliothèque provinciale Melchiorre Delfico de Teramo.
Le caractère impétueux et un esprit polémiste le conduisent à s'engager dans le journalisme, mais souvent en raison de son ton extrêmement sévère, il rencontre de l'hostilité, voire de la haine et a même des problèmes avec la justice.
Au fil des années, Nardi se consacre de plus en plus à la peinture en particulier en tant que portraitiste. Malheureusement, les archives de l'artiste ont été perdues, mais la documentation qui nous est parvenu est suffisante pour reconstruire son œuvre. La collection des autoportraits photographiques réalisés au cours de sa vie est d'un grand intérêt.
Ses peintures sont conservées dans le Museo Civico di Teramo et dans de nombreuses collections privées d'Abruzzes.

## Œuvres
- Ricordi di Teramo, portefoglio qui rassemble 20 vues de la vimme, chacune portant la cachet “Teramo e sue adiacenze”, 1881;
- Paesaggi e ritratti, réalisé par Fausto Eugeni et Jacopo Nardi, Sant'Atto di Teramo, Edigrafital, 2002;

Des photographies de Nardi et des gravures obtenues depuis ses photographies sont contenues dans :
- Fedele Romani, Un romito abruzzese del XIX secolo, Piacenza, Porta, 1886;
- Teramo, dans “Le Cento città d’Italia”, Milan, Sonzogno, 1890;
- Gustavo Strafforello, Province di Aquila, Chieti, Teramo, Campobasso, Torino, Utet, 1899, p. 249-259;
- Fedele Romani, Colledara, Florence, Bemporad, 1907;

Les écrits de journaliste que Nardi a publié au cours des vingt dernières années du XIXe siècle sont contenus dans Corriere abruzzese, journal édité à Teramo et dirigé au cours de ces années par Francesco Taffiorelli.

## Collections
- Bibliothèque provinciale Melchiorre Dèlfico, Teramo